# プハネスワラン・ラマサミー
プハネスワラン・ラマサミー（Puvaneswaran Ramasamy、1974年12月8日 - ）はマレーシアの男子空手家。
広州市で開催された2010年アジア競技大会で組み手55kg級で優勝している。この部門での優勝は2002年の釜山大会以来2回目。